# Netrisk
A Netrisk Magyarország első, online biztosítási alkuszi szolgáltatást nyújtó társasága. Az 1994. január 31-én alapított Netrisk jelenleg piacvezető az online biztosításközvetítés piacán, teljes körű alkuszi szolgáltatásokat nyújt ügyfelei számára. Fő tevékenysége biztosítási termékek összehasonlítása és megkötése online biztosítási portálon keresztül. Tevékenységét 2016 májusától távközlési szolgáltatások egyszerű összehasonlítását lehetővé tevő szolgáltatással is bővítette, 2018-ban pedig a a Netriskauto.hu nevű használtautó-kereső felülettel bővült. 2019-ben a bostoni székhelyű TA Associates magántőketársaság 75 százalékos tulajdoni többséget szerzett a cégben.

## A Netrisk által közvetített biztosítások
- Gépjármű-biztosítások
  - Kötelező biztosítás (KGFB)
  - CASCO biztosítás
  - Kiegészítő gépjármű-biztosítások
  - Gépjármű flotta kötelező biztosítás
- Utasbiztosítások
  - Külföldi utasbiztosítás
  - Belföldi utasbiztosítás
  - Gépjármű asszisztencia biztosítás
- Lakásbiztosítások
- Balesetbiztosítás
- Munkanélküliség biztosítás

## A Netrisk díjai, elismerései
- Magyar Brands 2010, 2011, 2012, 2016, 2017
- Superbrands 2010, 2011, 2013
- Business Superbrands 2011, 2013
- Az Év Intelligens Vállalata 2015 (TOP 10)
- Marketing Gyémánt Díj 2015, 2016